# Wateropossum
De wateropossum of yapok (Chironectes minimus) is een Latijns-Amerikaans buideldier uit de familie van de buidelratten (Didelphidae). Het is de enige soort in het geslacht Chironectes. Het is het enige volledig aan het leven in het water aangepaste buideldier, en het enige nog levende buideldier waarbij beide geslachten een buidel hebben.

## Beschrijving

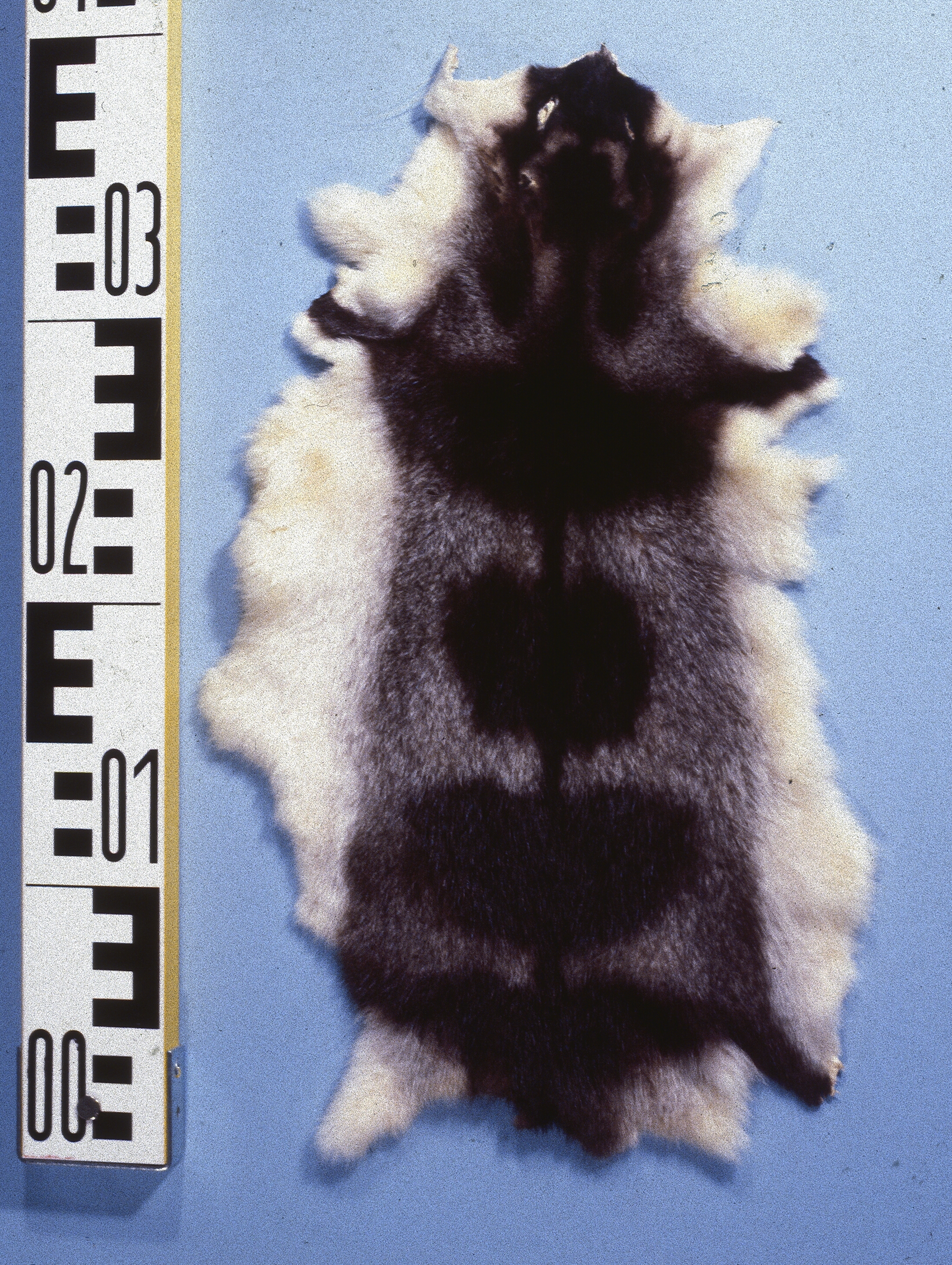
Pels van de wateropossum
Waarop het zwarte vlekkenpatroon duidelijk te zien is
Bundes-Pelzfachschule, Frankfurt/Main

De wateropossum is een middelgrote buidelrat. De korte, dichte vacht is bleekgrijs met een patroon van vier brede, zwarte vlekken en een dunne zwarte streep over de ruggengraat. De buik is geheel wit. De lange, ronde staart is breed aan de basis. De staart is de eerste 30–40 mm behaard, maar verder kaal. De staartkleur is zwart met een kleine witte punt. Alleen dit gedeelte kan grijpen. De oren zijn klein en zwart.
Hij is aangepast aan het leven in water. De vacht is waterafstotend. De achterpoten zijn breed en geheel voorzien van zwemvliezen. Hierdoor is de grote teen minder opponeerbaar dan bij andere opossums. De voorpoten zijn breed met lange, slanke en nagelloze vingers. Zij hebben geen zwemvliezen, maar voorzien van ruwe kussens, die hem grip geven op glibberige vissen. Een handbeentje is langer en vormt zo een zesde vinger. Een sterke sluitspier kan de opening van de buidel hermetisch afsluiten. Ook liggen er langs de opening van de buidel speciale klieren die een vettige afscheiding geven en lange haren, die de buidel onder water verzegelen. Hierdoor wordt voorkomen dat er water in de buidel kan lopen en de jongen kunnen verdrinken.
De wateropossum is de enige buidelrat waarbij ook het mannetje een buidel heeft. Hierin kan het mannetje zijn gevoelige scrotum verbergen als het dier zwemt of over het land rent. De inmiddels uitgestorven buidelwolf is het enige andere buideldier waarbij het mannetje een buidel had.
Hij heeft een kop-romplengte van 22,1 tot 40 cm en een staartlengte van 28,1 tot 43 cm. De achtervoetlengte is 5,5 tot 7,3 cm, de oorlengte 2,2 tot 3,2 cm. Het lichaamsgewicht is 604 tot 790 gram. Hij heeft 22 chromosomen.

## Verspreiding en habitat
De wateropossum komt voor in een groot deel van Midden- en centraal Zuid-Amerika, van Oaxaca en Tabasco, Zuid-Mexico, via geheel Midden-Amerika (met uitzondering van Yucatán) tot ver in Zuid-Amerika, ten oosten van de Andes. De zuidgrens loopt door Peru, Zuidoost-Brazilië, Paraguay en Noord-Argentinië. Over zijn verspreiding in het centrale Amazonegebied is weinig bekend.
Hij is zelden ver van water te vinden. Hij heeft een voorkeur voor kleine, snelle stromen met een rots- of kiezelbodem in bebost heuvelachtig gebied, maar kan worden gevonden langs allerlei soorten permanente wateren (meren, plassen, riviertjes, beken), zowel in tropische en subtropische bossen als in open plekken in het bos. Hij kan tot op een hoogte van 1860 m aangetroffen worden.

## Leefwijze
De wateropossum is een solitair, semi-aquatisch nachtdier. Overdag slaapt hij in een permanent ondergronds hol in de oeverbank, vlak bij het wateroppervlak. De opening ligt vlak boven de waterlijn en leidt naar een vergrote, met bladeren en gras beklede nestkamer. Het nestmateriaal draagt hij met het grijpbare puntje van de staart. Hij kan klimmen, maar zal dit zelden doen.
's Avonds komt hij tevoorschijn om te jagen, voornamelijk op visjes en kreeftachtigen als krabben, aangevuld met waterinsecten en soms kikkers. Hij zwemt met de brede achterpoten, die elkaar iedere slag afwisselen. De staart dient als roer. Bij het zwemmen houdt hij de ogen boven water, met zijn nagelloze vingers gestrekt om het water af te tasten naar prooidieren. De prooi grijpt hij met de voorpoten of de bek. Vervolgens versleept hij het naar de oever om het daar op te eten. Bij gevaar en verstoring duikt hij het water in en zwemt naar een nabij hol. Soms vlucht hij over het land.
De paartijd valt in december. Ongeveer twee weken na de paring worden één tot vijf (gemiddeld twee tot drie) jongen geboren. De jongen blijven in de buidel als de moeder gaat zwemmen.

## Taxonomie
De wateropossum is het enige lid uit het geslacht Chironectes. Binnen de opossumfamilie behoort hij tot de onderfamilie Didelphinae. Binnen deze onderfamilie zijn zijn nauwste verwanten de dikstaartbuidelrat (Lutreolina crassicaudata), vieroogbuidelratten (Philander) en de echte opossums (Didelphis). Er worden 4 ondersoorten erkend:
- Chironectes minimus minimus – komt voor in de Guyana's, noordoostelijk Brazilië, zuidelijk Venezuela en zuidoostelijk Colombia.
- Chironectes minimus argyrodytes – komt voor van zuidelijk Mexico tot Honduras en El Salvador.
- Chironectes minimus langsdorffi – komt voor in Argentinië, Paraguay en zuidelijk Brazilië.
- Chironectes minimus panamensis – komt voor van zuidelijk Nicaragua tot Panama en in noordelijk en westelijk Colombia, noordelijk Venezuela, Trinidad, Ecuador en Peru.

## Relatie met de mens
De wateropossum wordt niet bedreigd in zijn voortbestaan. Hij heeft een groot verspreidingsgebied, komt in veel beschermde natuurparken voor en heeft vermoedelijk een grote wereldpopulatie. In het verleden werd de wateropossum bejaagd voor zijn pels, maar daar is tegenwoordig weinig vraag naar. Lokale populaties kunnen worden bedreigd door ontbossing en watervervuiling door goudmijnen.